# Žytomyrský rajón
Žytomyrský rajón (ukrajinsky Житомирський район) je rajón v Žytomyrské oblasti na Ukrajině. Hlavním městem je Žytomyr a rajón má přibližně 606 tisíc obyvatel.

## Města v rajónu
- Čudniv
- Korostyšiv
- Radomyšl
- Žytomyr